# Hirata (Fukushima)
Hirata (平田村 Hirata-mura?) es una villa localizada en la prefectura de Fukushima, Japón. En junio de 2019 tenía una población de 6.006 habitantes y una densidad de población de 64,3 personas por km². Su área total es de 93,42 km².

## Geografía

### Municipios circundantes
- Prefectura de Fukushima
  - Iwaki
  - Kōriyama
  - Sukagawa
  - Ishikawa
  - Furudono
  - Tamakawa
  - Ono

## Demografía
Según datos del censo japonés, la población de Hirata ha disminuido en los últimos años.
| Año del censo | Población |
| ------------- | --------- |
| 1995          | 8.322     |
| 2000          | 7.910     |
| 2005          | 7.538     |
| 2010          | 6.921     |
| 2015          | 6.505     |